# 497 (číslo)
Čtyři sta devadesát sedm je přirozené číslo. Následuje po čísle čtyři sta devadesát šest a předchází číslu čtyři sta devadesát osm. Římskými číslicemi se zapisuje CDXCVII a řeckými číslicemi υϟζ.

## Matematika
497 je:
- Deficientní číslo
- Poloprvočíslo
- Nešťastné číslo

## Astronomie
- (497) Iva je planetka hlavního pásu, kterou v roce 1902 objevil Raymond Smith Dugan

## Roky
- 497
- 497 př. n. l.